# Aurelio Milani
Aurelio Milani (Desio, 14 de mayo de 1934 - Milán, 25 de noviembre de 2014) fue un futbolista italiano que jugaba en la demarcación de delantero.

## Biografía
Empezó como futbolista en el Atalanta BC en 1952, tras formarse en el Aurora Desio. Después de un año sin jugar, el AC Fanfulla 1874 se hizo con sus servicios por los dos años siguientes. En 1955 es traspasado al AC Monza Brianza 1912, llegando a ser con el equipo el Máximo goleador de la Serie B en 1956. Posteriormente jugó en el US Triestina Calcio, UC Sampdoria y Calcio Padova, antes de recalar en la ACF Fiorentina. Con el club jugó la Recopa de Europa de 1961, alzándose econ el título. También jugó la Recopa del año siguiente, perdiendo en la final contra el Atlético de Madrid. Al finalizar la temporada 1962/1963, fichó por el Inter de Milán. Con el club logró varios títulos, incluyendo dos Liga de Campeones de la UEFA, una Copa Intercontinental y una Serie A. Tras un breve paso por el SS Verbania Calcio, colgó las botas en 1967.
Falleció el 25 de noviembre de 2014 en Milán a los 80 años de edad.

## Clubes
| Club                  | País   | Año         | Partidos | Goles |
| --------------------- | ------ | ----------- | -------- | ----- |
| Atalanta BC           | Italia | 1952 - 1953 | 0        | 0     |
| AC Fanfulla 1874      | Italia | 1953 - 1955 | 40       | 6     |
| AC Monza Brianza 1912 | Italia | 1955 - 1957 | 64       | 37    |
| US Triestina Calcio   | Italia | 1957 - 1958 | 30       | 17    |
| UC Sampdoria          | Italia | 1958 - 1960 | 44       | 14    |
| Calcio Padova         | Italia | 1960 - 1961 | 33       | 18    |
| ACF Fiorentina        | Italia | 1961 - 1963 | 51       | 23    |
| Inter de Milán        | Italia | 1963 - 1965 | 29       | 7     |
| SS Verbania Calcio    | Italia | 1966 - 1967 | 8        | 1     |

## Selección nacional
| # | Fecha              | Lugar          | Oponente | Resultado | Competición |
| - | ------------------ | -------------- | -------- | --------- | ----------- |
| 1 | 10 de mayo de 1964 | Lausana, Suiza | Suiza    | 1-3       | Amistoso    |

## Palmarés

### Campeonatos nacionales
| Título  | Club           | País   | Año  |
| ------- | -------------- | ------ | ---- |
| Serie A | Inter de Milán | Italia | 1965 |

### Campeonatos internacionales
| Título                       | Club           | País   | Año  |
| ---------------------------- | -------------- | ------ | ---- |
| Recopa de Europa             | ACF Fiorentina | Italia | 1961 |
| Liga de Campeones de la UEFA | Inter de Milán | Italia | 1964 |
| Liga de Campeones de la UEFA | Inter de Milán | Italia | 1965 |
| Copa Intercontinental        | Inter de Milán | Italia | 1964 |

### Distinciones individuales
| Título                        | Club                  | País   | Año  |
| ----------------------------- | --------------------- | ------ | ---- |
| Máximo goleador de la Serie A | ACF Fiorentina        | Italia | 1962 |
| Máximo goleador de la Serie B | AC Monza Brianza 1912 | Italia | 1956 |